# Giacomo Alfarídio
Giacomo Alfaridio (falecido em 1511) foi um prelado católico romano que serviu como bispo de Città Ducale (1508–1511).

## Biografia
Em 16 de outubro de 1508, Giacomo Alfaridio foi nomeado bispo de Città Ducale durante o papado do Papa Júlio II . Ele serviu como bispo de Città Ducale até sua morte em 1511.